# Droop-Quote
Die Droop-Quote und ihre Varianten dienen als Schlüsselzahlen in Wahlsystemen. Sie bestimmen eine Anzahl an Wählerstimmen, deren Erreichen jeweils die Vergabe eines Sitzes rechtfertigt. Die Bezeichnung geht zurück auf Henry Richmond Droop (1832–1884).

## Definition der Droop-Quote
Die Droop-Quote {\displaystyle DrQ} ist definiert als der um Eins erhöhte Ganzzahlteil eines Quotienten, dessen Zähler die Zahl der Gesamtstimmen und dessen Nenner die um Eins erhöhte Zahl der Gesamtsitze ist.
Die Zahl der Gesamtstimmen ist die Summe der gültigen Stimmen für alle Kandidaten oder für alle Listen, die am Sitzzuteilungsverfahren teilnehmen; sie sei mit dem Buchstaben {\displaystyle v} (für "Voten") bezeichnet. Die Zahl der Gesamtsitze umfasst alle Sitze, die für die Verteilungsrechnung zur Verfügung stehen; für sie stehe der Buchstabe {\displaystyle h} (für "Hausgröße"). Der Ganzzahlteil eines Quotienten {\displaystyle Q} wird mit der Abrundungsfunktion {\displaystyle \lfloor Q\rfloor } dargestellt. Mit diesen Bezeichnungen ergibt sich für die Droop-Quote die formelmäßige Darstellung
{\displaystyle DrQ=\left({\text{Ganzzahlteil von }}{\frac {\text{Gesamtstimmen}}{{\text{Gesamtsitze}}+1}}\right)+1=\left\lfloor {\frac {v}{h+1}}\right\rfloor +1.}
Die Beschränkung auf den Ganzzahlteil des Quotienten bedeutet, dass die Rechenarbeit, {\displaystyle v} zu dividieren durch {\displaystyle h+1}, mit Erreichen des Dezimalpunkts ihr Ende findet. Zu Droops Zeiten, als alle Rechnungen händisch erledigt werden mussten, war die Stoppregel "Brüche werden nicht gerechnet" von großer praktischer Bedeutung.
Droops Ziel war, eine kleinere Quote zu finden als den vorher von Thomas Hare (1806–1891) propagierten Wahlschlüssel {\displaystyle HQ1=\lfloor v/h\rfloor .} Da die Zahl der Gesamtstimmen üblicherweise deutlich größer ist als die Zahl der Gesamtsitze (genauer: {\displaystyle v\geq h(h+1)}), folgt in der Tat {\displaystyle DrQ\leq HQ1}. Mit der Droop-Quote erhalten Wahlbewerber also eher einen Sitz als mit dem Wahlschlüssel von Hare.
Die Droop-Quote hat die Eigenschaft, dass nicht mehr Sitze vergeben werden, als verfügbar sind, und höchstens so viele Restsitze übrigbleiben, als Listen an der Verteilungsrechnung teilnehmen.

## Droop-Quotenvarianten
Die wenig einladende Gestalt der Droop-Quote war vermutlich Anlass, drei einfacher aussehende Droop-Quotenvarianten in den Blick zu nehmen:
{\displaystyle DQ1=\left\lfloor {\frac {v}{h+1}}\right\rfloor ,} d. h. Abrundung des Quotienten {\displaystyle v/(h+1)};
{\displaystyle DQ2=\left\lceil {\frac {v}{h+1}}\right\rceil ,} d. h. Aufrundung des Quotienten {\displaystyle v/(h+1)};
{\displaystyle DQ3=\left\langle {\frac {v}{h+1}}\right\rangle ,} d. h. Standardrundung des Quotienten {\displaystyle v/(h+1)}.
Variante {\displaystyle DQ1} wird in Luxemburg verwendet und Variante {\displaystyle DQ3} in der Slowakei. Variante {\displaystyle DQ2} fand 1981–1993 Anwendung im schweizerischen Kanton Solothurn. Die drei Droop-Quotenvarianten sind problematisch. Mit ihnen können mehr Sitze vergeben werden, als verfügbar sind. Keines der einschlägigen Wahlgesetze regelt, wie der Rückruf von schon vergebenen Sitzen zu bewerkstelligen wäre.

## Anwendung bei Listensystemen
In Wahlsystemen, in denen die Wähler ihre Stimme für eine Parteiliste von Kandidaten abgeben, kann das Wahlgesetz für die Sitzzuteilung ein Quotenverfahren vorsehen, das auf der Droop-Quote oder einer ihrer Varianten beruht. In der Hauptzuteilung bekommt jede Partei so viele Sitze zugeteilt, wie oft die Droop-Quote in ihrer Stimmenzahl enthalten ist; für die übrigen Sitze, die nach der Hauptzuteilung verbleiben, wird ergänzend ein eigenständiger Restausgleich formuliert.
Bei Verwenden der Droop-Quote werden in der Hauptzuteilung tendenziell mehr Sitze vergeben und weniger Restsitze übrigbehalten als bei Verwenden des Hareschen Wahlschlüssels.

## Anwendung bei übertragbarer Einzelstimmgebung
Das Interesse von Hare wie auch Droop richtete sich auf Systeme mit übertragbarer Einzelstimmgebung (single transferable vote - STV). Hier sind die Wähler aufgerufen, auf dem Stimmzettel die Wahlbewerber zu reihen durch Vergabe der Ziffern 1 (erste Präferenz), 2 (zweite Präferenz) usw. In der ersten Auszählrunde erhält jeder Kandidat einen Sitz, dessen Anzahl an ersten Präferenzen die gesetzliche Quote erreicht oder übertrifft. Wählerstimmen, die die Quote übertreffen, werden gemäß nachfolgender Präferenz umverteilt und neu ausgezählt. Für etwaige dann noch verfügbaren Sitze werden die stimmenschwächsten Kandidaten ausgeschieden, deren Stimmzettel gemäß nachfolgender Präferenz umverteilt und in weiteren Runden neu ausgezählt.
Weil die Droop-Quote kleinergleich dem Hareschen Wahlschlüssel ist, wird sie eher erreicht und die Vergabe von Sitzen erleichtert. STV-Wahlen beruhen daher heutzutage vornehmlich auf der Droop-Quote, so in der Republik Irland, im Wahlkreis Nordirland des Vereinigten Königreichs, in Malta und in Australien.